# Will Keen
William Walter Maurice Keen, detto Will (Oxford, 4 marzo 1970), è un attore britannico.

## Biografia
Nato ad Oxford, è figlio di Charles William Lyle Keen e Lady Priscilla Mary Rose Curzon, figlia di Edward Curzon, sesto conte di Howe. Le sue sorelle sono le poetesse Alice Oswald e Laura Beatty. Studiò all'Eton College e ha una laurea con lode in letteratura inglese dalla Oxford University. È sposato con l'attrice, regista e sceneggiatrice galiziana María Fernández Ache da cui ha avuto una figlia, Dafne Keen, anche lei attrice.

## Filmografia

### Cinema
- Amore e altri disastri (Love and Other Disasters), regia di Alek Keshishian (2006)
- Victor - La storia segreta del dott. Frankenstein (Victor Frankenstein), regia di Paul McGuigan (2015)
- L'uomo che uccise Don Chisciotte (The Man Who Killed Don Quixote), regia di Terry Gilliam (2018)
- L'arma dell'inganno - Operation Mincemeat (Operation Mincemeat), regia di John Madden (2022)
- Dead Shot - Vendetta disperata (Dead Shot), regia di Tom e Charles Guard (2023)

### Televisione
- Alleyn Mysteries – serie TV, episodio 2x03 (1994)
- Metropolitan Police – serie TV, episodi 12x34-13x131 (1996-1997)
- Murphy's Law – serie TV, episodio 2x05 (2004)
- L'ispettore Barnaby (Midsomer Murders) – serie TV, episodio 8x05 (2005)
- Holby City – serie TV, episodio 7x34 (2005)
- Elizabeth I – miniserie TV, 2 puntate (2005)
- Casualty 1907 – miniserie TV, 3 puntate (2008)
- New Tricks - Nuove tracce per vecchie volpi (New Tricks) – serie TV, episodio 5x08 (2008)
- Titanic – miniserie TV, 4 puntate (2012)
- Silk – serie TV, 3 episodi (2011-2012)
- Sherlock - serie TV, 1 episodio (2014)
- La vita scandalosa di Lady W (The Scandalous Lady W), regia di Sheree Folkson – film TV (2015)
- The Musketeers – serie TV, 4 episodi (2015)
- Wolf Hall – miniserie TV, 5 puntate (2015)
- The Crown – serie TV, 15 episodi (2016-2017)
- Genius – serie TV, episodi 2x01-2x08 (2018)
- Deep State – serie TV, episodi 2x03-2x06 (2019)
- His Dark Materials - Queste oscure materie (His Dark Materials) – serie TV, 16 episodi (2019-2022)
- The Pursuit of Love - Rincorrendo l'amore (The Pursuit of Love), regia di Emily Mortimer – miniserie TV, 2 puntate (2021)
- My Lady Jane – serie TV, 4 episodi (2024)
- Il Signore degli Anelli - Gli Anelli del Potere (The Lord of the Rings: The Rings of Power) – serie TV (2024)

## Doppiatori italiani
Nelle versioni in italiano delle opere in cui ha recitato, Will Keen è stato doppiato da:
- Pierluigi Astore in Elizabeth I
- Stefano Onofri in Amore e altri disastri
- Luca Biagini in The Musketeers
- Luciano Roffi in The Crown
- Franco Mannella in His Dark Materials - Queste oscure materie
- Alessandro Budroni in L'arma dell'inganno - Operation Mincemeat
- Oreste Baldini in Dead Shot - Vendetta disperata
- Paolo Macedonio ne Il Signore degli Anelli - Gli Anelli del Potere
- Carlo Scipioni in My Lady Jane
- Gianluca Machelli in The Sandman

## Ascendenza
|                                 |                              |                                    | Genitori                             |  |  | Nonni |  |  | Bisnonni           |  |  | Trisnonni |  |
|                                 |                              |                                    |                                      |  |  |       |  |  | William Brock Keen |  |  | …         |  |
|                                 |                              |                                    |                                      |  |  |       |  |  | William Brock Keen |  |  | …         |  |
|                                 |                              | …                                  |                                      |  |  |       |  |  | William Brock Keen |  |  |           |  |
| Harold Hugh Keen                |                              |                                    |                                      |  |  |       |  |  | William Brock Keen |  |  |           |  |
|                                 |                              | Florence Hield                     | …                                    |  |  |       |  |  |                    |  |  |           |  |
|                                 |                              | Florence Hield                     | …                                    |  |  |       |  |  |                    |  |  |           |  |
|                                 |                              | Florence Hield                     | …                                    |  |  |       |  |  |                    |  |  |           |  |
| Charles William Lyle Keen       |                              | Florence Hield                     |                                      |  |  |       |  |  |                    |  |  |           |  |
|                                 |                              | Stevenson Lyle Cummins             | William Jackson Cummins              |  |  |       |  |  |                    |  |  |           |  |
|                                 |                              | Stevenson Lyle Cummins             | William Jackson Cummins              |  |  |       |  |  |                    |  |  |           |  |
|                                 |                              | Stevenson Lyle Cummins             | Letitia Stevenson                    |  |  |       |  |  |                    |  |  |           |  |
| Catherine Cummins               |                              | Stevenson Lyle Cummins             |                                      |  |  |       |  |  |                    |  |  |           |  |
|                                 |                              | Eleanor Fenton Hall                | Robert Constable Hall                |  |  |       |  |  |                    |  |  |           |  |
|                                 |                              | Eleanor Fenton Hall                | Robert Constable Hall                |  |  |       |  |  |                    |  |  |           |  |
|                                 |                              | Eleanor Fenton Hall                | Geraldine Maria Aylmer               |  |  |       |  |  |                    |  |  |           |  |
| Will Keen                       |                              | Eleanor Fenton Hall                |                                      |  |  |       |  |  |                    |  |  |           |  |
|                                 | Francis Curzon, V conte Howe | Richard Curzon, IV conte Howe      |                                      |  |  |       |  |  |                    |  |  |           |  |
|                                 | Francis Curzon, V conte Howe | Richard Curzon, IV conte Howe      |                                      |  |  |       |  |  |                    |  |  |           |  |
|                                 | Francis Curzon, V conte Howe | lady Georgiana Spencer-Churchill   |                                      |  |  |       |  |  |                    |  |  |           |  |
| Edward Curzon, VI conte Howe    | Francis Curzon, V conte Howe |                                    |                                      |  |  |       |  |  |                    |  |  |           |  |
|                                 |                              | Mary Curzon                        | hon. Montagu Curzon                  |  |  |       |  |  |                    |  |  |           |  |
|                                 |                              | Mary Curzon                        | hon. Montagu Curzon                  |  |  |       |  |  |                    |  |  |           |  |
|                                 |                              | Mary Curzon                        | Esmé Fitzroy                         |  |  |       |  |  |                    |  |  |           |  |
| lady Priscilla Mary Rose Curzon |                              | Mary Curzon                        |                                      |  |  |       |  |  |                    |  |  |           |  |
|                                 |                              | sir Archibald Weigall, I baronetto | Henry Weigall                        |  |  |       |  |  |                    |  |  |           |  |
|                                 |                              | sir Archibald Weigall, I baronetto | Henry Weigall                        |  |  |       |  |  |                    |  |  |           |  |
|                                 |                              | sir Archibald Weigall, I baronetto | lady Rose Sophia Mary Fane           |  |  |       |  |  |                    |  |  |           |  |
| Priscilla Weigall               |                              | sir Archibald Weigall, I baronetto |                                      |  |  |       |  |  |                    |  |  |           |  |
|                                 |                              | Grace Emily Blundell Maple         | sir John Blundell Maple, I baronetto |  |  |       |  |  |                    |  |  |           |  |
|                                 |                              | Grace Emily Blundell Maple         | sir John Blundell Maple, I baronetto |  |  |       |  |  |                    |  |  |           |  |
|                                 |                              | Grace Emily Blundell Maple         | Emily Harriet Merryweather           |  |  |       |  |  |                    |  |  |           |  |
|                                 |                              | Grace Emily Blundell Maple         |                                      |  |  |       |  |  |                    |  |  |           |  |